# Ornithurae
Ornithurae (ptasioogonowe) – grupa ptaków, której nazwa („ptasie ogony”) została ukuta przez Ernsta Haeckla w 1866.
Haeckel włączył do niej wszystkie ptaki cechujące się budową ogona podobną do współczesnych ptaków. Wykluczyło to z tej grupy mającego ogon przypominający ogony innych teropodów archeopteryksa, którego Haeckel umieścił w grupie Sauriurae.
Jacques Gauthier przekształcił Ornithurae w klad i nadał im definicję typu branch-based, wedle której do Ornithurae należą wszystkie zwierzęta bliżej spokrewnione ze współczesnymi ptakami niż Archaeopteryx. Klad ten obejmował pierwszego przedstawiciela Panaves (obecnie uznawanych za synonim Avemetatarsalia) z „ptasim ogonem” oraz wszystkich jego potomków. Gauthier definiował „ptasi ogon” jako krótszy niż kość udowa, z pygostylem składającym się z co najmniej sześciu kręgów ogonowych i krótszym niż reszta ogona składająca się z co najmniej ośmiu kręgów. Gauthier zaklasyfikował Neornithes (które uważał za jedynych przedstawicieli kladu Aves) oraz formy najbliżej z nimi spokrewnione, takie jak Ichthyornis, Hesperornis oraz Apsaravis. Neornithes zostało początkowo zaproponowane do zastąpienia Ornithurae przez Gadowa w 1892, dlatego też Gauthier traktuje Neornithes jako młodszy synonim Ornithurae. Wielu badaczy używa terminu Ornithurae do określenia kladu obejmującego ostatniego wspólnego przodka Ichthyornis, Hesperornis i Neornithes.
Clarke i współpracownicy (2006) stwierdzili, że Yixianornis, Songlingornis i Yanornis tworzą klad najbardziej bazalnych Ornithurae (jednak, wedle innych definicji, nie należą one do Ornithurae, lecz do szerszego kladu Ornithuromorpha). Występowała u nich kombinacja cech zarówno prymitywnych, takich jak gastralia i spojenie łonowe, jak również zaawansowanych – obecność zaawansowanego pygostylu oraz piór konturowych.